# Ruggero Deodato
Ruggero Deodato, född 7 maj 1939 i Potenza, Basilicata, död 29 december 2022 i Rom, var en italiensk filmregissör och manusförfattare. Han blev mest känd för sina våldsamma och blodiga skräckfilmer.
Han blev ökänd efter att han regisserade Cannibal Holocaust 1980. Filmen skildrar bisarra våldsscener som ledde till att de italienska myndigheterna arresterade Deodato då de misstänkte att det var en snuff-film. Scenerna där personer mördades hade så realistiska specialeffekter att man trodde att skådespelarna verkligen dödades på riktigt. Deodato friades från mordmisstankarna när man kom fram till att skådespelarna var vid liv men djuren däremot dödades på riktigt i filmen vilket ledde till han dömdes till villkorlig dom för brott mot Italiens djurskyddslagar.
Deodato medverkade i Eli Roths Hostel 2 i en cameoroll som kannibal.

## Filmografi (urval)
- 1968 – Tarzanflickan
- 1976 – Iskalla typer på heta bågar
- 1977 – De sista kannibalerna
- 1979 – Försvunnen i djupet
- 1980 – House on the edge of the park
- 1980 – Cannibal Holocaust
- 1985 – Heta nyheter
- 1987 – Slavens hämnd
- 1989 – Dödlig linje